# Sertularia argentea
Zeemos (Sertularia argentea) is een hydroïdpoliep uit de familie Sertulariidae. De poliep komt uit het geslacht Sertularia. Sertularia argentea werd in 1758 voor het eerst wetenschappelijk beschreven door Carl Linnaeus. 

## Beschrijving
Deze hydroïdpoliep vormt driedimensionale kolonies die op een dennenboom lijken, wat aanleiding geeft tot de algemene Nederlandse naam 'zeespar' die vaak wordt gebruikt in populaire boeken voor de hydroïdpoliepen. Kleine kolonies beginnen met vertakkingen in een plat vlak en kunnen verward worden met de fijne zeeden (Abietinaria filicula). De hoofdstam geeft aanleiding tot zijtakken van bepaalde lengte die dichotoom vertakken. Ze dragen hydrothecae (omhulsel dat de poliepen omsluit) die afwisselend langs weerszijden van de takken zijn gerangschikt, enigszins gedraaid naar het distale uiteinde van de kolonie. Het buitenste deel van elke hydrotheca is iets weggedraaid van de tak. Gonothecae (omhulsel van de voortplantingsstructuren) worden overvloedig gedragen op deze zijtakken. Individuele kolonies van deze soort zijn normaal gesproken niet langer dan 300 mm en kunnen meestal ongeveer de helft van deze grootte zijn.

## Neptunesplant
De hydroïdpoliep zeemos wordt in gedroogde vorm vaak verkocht als curiositeit, als decoratieve "kamerplant", of als onderwaterdecoratie voor aquaria in winkels. Ze worden verkocht onder de naam "Neptunesplant". Ondanks een oppervlakkige gelijkenis met planten, zijn het eigenlijk dierlijke skeletten of schelpen. De gedroogde kolonies zijn vaak groen geverfd, maar als ze in water worden geweekt, lost de kleurstof op.

## Verspreiding
Sertularia argentea is een veel voorkomende soort in rotsachtige leefomgevingen die onderhevig zijn aan sterke waterbeweging door getijdenstromen of golfslag. Het komt het meest voor in vernauwingen en stroomversnellingen met getijdenstromen van meer dan 3 knopen, waar het grote klompen kan vormen. Deze soort is wijdverbreid in de noordelijke Atlantische Oceaan, inclusief Noord-Amerika, en komt algemeen voor op de Britse Eilanden en de Ierse wateren.